# Carlos Galicia
Carlos Galicia Vicente, né le 24 mars 1903 à Caspe (province de Saragosse, Espagne) et mort dans la même ville le 20 février 1965, est un footballeur espagnol des années 1910 et 1920

## Biographie
Carlos Galicia jouait au poste de défenseur latéral gauche. Il joue avec le FC Català et le CE Sants dans les années 1910. 
En 1918, il est recruté par le FC Barcelone où il joue pendant quatre saisons, formant un bon tandem défensif avec Francesc Coma. Il joue 93 matches avec le Barça et remporte deux fois la Coupe d'Espagne (1920 et 1922) et quatre championnats de Catalogne.

## Palmarès
Avec le FC Barcelone :
- Vainqueur de la Coupe d'Espagne en 1920 et 1922
- Champion de Catalogne en 1919, 1920, 1921 et 1922